# Upplands runinskrifter 33
Upplands runinskrifter 33 är ett försvunnet vikingatida runstensfragment som funnits i Stockby, Sånga socken och Ekerö kommun. Sannolikt är fragmentet förstört.

## Inskriften
Translitterering av runraden:
[...on : au-mfast...]
Normalisering till runsvenska:
... Ho[l]mfast[r](?)
Översättning till nusvenska:
... Holmfastr